# Haus Diesdonk

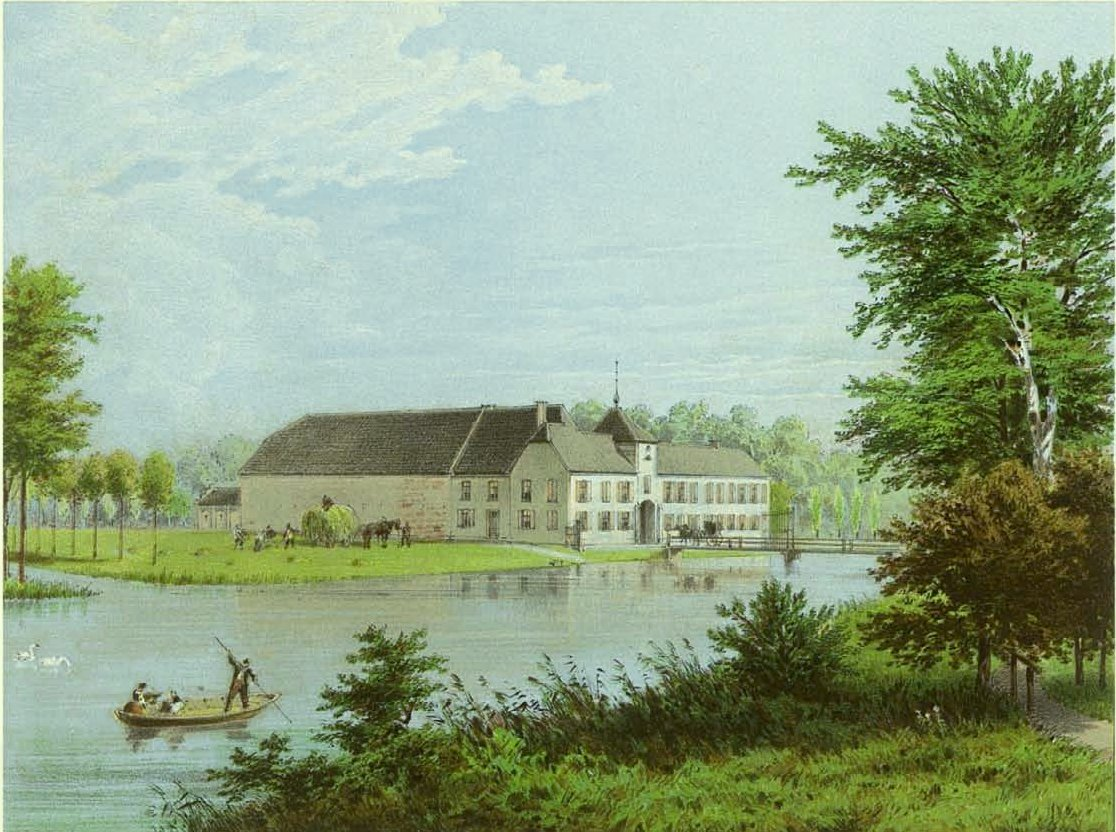
Haus Diesdonk auf einer Lithografie aus den 1860er Jahren

Das Haus Diesdonk ist ein ehemaliger Rittersitz am Niederrhein, der im 19. Jahrhundert landtagsfähig war. Er liegt an der Landstraße zwischen der Stadt Geldern und deren Ortsteil Pont am westlichen Ufer der Niers.
Anfang des 15. Jahrhunderts erstmals urkundlich erwähnt, war das Gut im Laufe der Zeit in der Hand diverser niederrheinischer Adelsfamilien, ehe es gegen Ende des 19. Jahrhunderts an die französische Familie Beaufort kam. In den 1970er Jahren sehr stark in seiner Bausubstanz verändert, ist es heute in Privatbesitz und kann nicht besichtigt werden.

## Bewohner und Besitzer
Diesdonk wurde im Jahr 1415 erstmals urkundlich genannt, als Wolter die Hertogh es an Elbert von Eyll verkaufte. Der Käufer war Sohn des auf dem benachbarten Haus Ingenray ansässigen, gleichnamigen Rentmeisters des Herzogtums Geldern. Da im Kaufvertrag Diesdonk ohne jeglichen Zusatz genannt wird, ist offen, ob bei dem Geschäft ausschließlich Ländereien den Besitzer wechselten, oder ob auch Gebäude inbegriffen waren. Von der Familie von Eyll kam der Besitz aus bisher unbekannten Gründen an die Familie von Egeren. Ebenso wenig wie die Gründe ist das genaue Datum des Besitzerwechsels bekannt, fest steht jedoch, dass im Jahr 1567 Loef von Egeren und seine Frau Margret Inge Haeff das Geseetz die Dyeßdonck durch einen Erbteilungsvertrag erhielten. Dies bedeutete zugleich die erste schriftliche Erwähnung eines Gebäudes an diesem Ort.
Erben des Loef von Egeren waren Arnold von Wyenhorst und der Rittmeister Herrmann van Keulken, der 1667 als Besitzer des Gutes erschien. Nachdem 1695 der Hauptmann Henrich Ricwyn van Keulken als Besitzer des Guts genannt wurde, diente es schon im Jahr 1724 als Wohnsitz des Gottfried Albert von Steinen und seinen zwei Töchtern. Er verkaufte das Haus Diesdonk an den aus der französischen Stadt Meaux stammenden Generalmajor Alexandre de Beaufort aus dem Adelsgeschlecht derer von Beaufort, dessen Nachkommen den Besitz bis 1839 behielten. Im Jahr 1838 starb mit Julius Alexandre der letzte Besitzer Diesdonks aus der Familie Beaufort. Seine Erben brachten das Gut 1839 zur öffentlichen Versteigerung, bei der es der Freiherr Johann Friedrich Hubert Effertz, Besitzer des Gutes Hombroich bei Neuss, erwarb. Johanns Sohn Friedrich Hubert und dessen Frau Wilhelmine Halley richteten auf Haus Diesdonk einer Kapelle ein, in der am 12. September 1881 erstmals eine Messe gelesen und die erst 1970 aufgelöst wurde. Durch die zahlreichen Umbauten am Gebäude ist sie heute völlig verschwunden.
Die jüngste der vier Töchter des Paares, Elisabeth, erbte nach dem Tod der Mutter 1902 den Besitz und brachte ihn in die Ehe mit ihrem Mann Walter Düesberg. Der gemeinsame Sohn Otto verkaufte ihn 1970 an Willi van den Loo aus Geldern, der ihn 1973 an den „Burgenkönig“ Herbert Hillebrand weiterveräußerte. Der Unternehmer ließ die Gebäude umbauen und vermietete sie anschließend an das Ehepaar Muuß, das dort ab Januar 1980 zwei Jahre lang einen Swingerclub betrieb. Die Art der Nutzung trug Hillebrand damals harsche Kritik von der Deutschen Burgenvereinigung ein. Nachdem die Anlage ab September 1984 dann als Seniorenheim genutzt wurde, dient sie seit den späten 1990er Jahren wieder als Wohnhaus.

## Baugeschichte

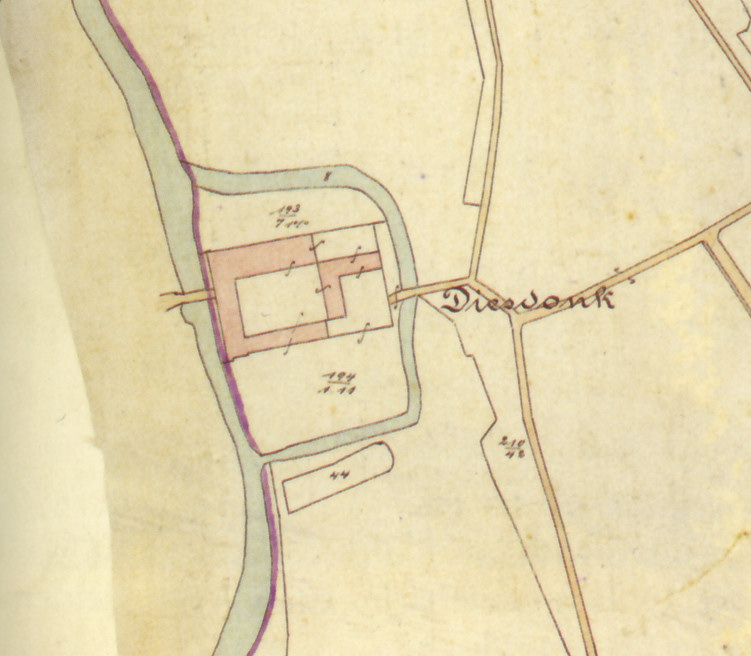
Haus Diesdonk als Vierflügelanlage auf einer Katasterkarte um 1895

Das Aussehen der ersten Gebäude ist unbekannt. Auf der sogenannten Tranchotkarte vom Beginn des 19. Jahrhunderts ist das Haus Diesdonk als eine dreiflügelige Anlage mit nach Osten geöffneter Hufeisenform dargestellt. Dieser Komplex wurde später durch Anbauten im Osten zu einer geschlossenen Vierflügelanlage erweitert. Dendrochronologische Untersuchungen an einigen Eichenpfählen des Pfahlrostes unter dem Nordflügel lassen darauf schließen, dass zu Beginn des 17. Jahrhunderts am nördlichen Teil des damaligen Hauses Bauarbeiten stattgefunden haben, denn für drei der Pfähle wurde das Jahr 1615 (± 5 Jahre) als Fälldatum festgestellt. Weitere Baumaßnahmen fanden wohl im 19. Jahrhundert unter der Familie Effertz statt, worauf die Gestaltung der Wetterfahne des Torturms schließen lässt. Zu jener Zeit präsentierte sich die Außenfassade des Westflügels mit zwei gläsernen Erkern.
Nach Beschädigungen im Zweiten Weltkrieg wurden die Gebäude nur mangelhaft instand gesetzt. Um 1970 herum wurden der Süd- sowie der Osttrakt abgerissen und die verbleibenden Gebäude grundlegend umgestaltet. Infolgedessen verlor Haus Diesdonk mit Ausnahme des Torturms seine Denkmaleigenschaft.

## Beschreibung
Von den Gebäuden des früheren Adelssitzes sind heute nur noch zwei im rechten Winkel aneinanderstoßende, zweigeschossige Gebäudeflügel erhalten, die einen weißen Anstrich besitzen. Ihre Bausubstanz stammt mehrheitlich aus dem 19. Jahrhundert. Lediglich der denkmalgeschützte Torturm des Hauses ist älteren Datums und stammt aus dem 18. Jahrhundert.
Der etwa 46 Meter lange sowie 13 Meter breite Nordflügel besitzt ein mit dunklen Dachziegeln gedecktes Krüppelwalmdach mit schmalen Gauben. Er diente in früheren Zeiten zu Wirtschaftszwecken. Ihm schließt sich am westlichen Ende nach Süden der schmalere, etwa 26 Meter lange und 8 Meter breite Westtrakt mit Satteldach an. Drei Meter seiner Länge werden von dem Torbau mit seiner korbbogigen Tordurchfahrt eingenommen. Der dreigeschossige Backsteinbau besitzt ein Pyramidendach mit kleiner Zwiebelhaube und abschließender Wetterfahne, welche die Initialen Friedrich Effertz’ und seiner Frau Cecilia Schopen sowie die Jahreszahl 1840 zeigt. Der Torturm befindet sich nicht mittig in der westlichen Front des Hauses, sondern bildet quasi die Verbindung vom Nord- zum Südteil des Westflügels. Auf ihn führt eine rund 185 Meter lange, fast geradlinige Allee zu, die durch den kleinen westlich des Hauses liegenden Landschaftspark aus dem 19. Jahrhundert verläuft. Die übrigen Grünanlagen, von denen Haus Diesdonk umgeben ist, stammen aus dem 20. Jahrhundert.